# Leptopteracris
Leptopteracris är ett släkte av insekter. Leptopteracris ingår i familjen gräshoppor.
Kladogram enligt Catalogue of Life:
| Leptopteracris | \| \| Leptopteracris nigra \| \| \| \| \| \| Leptopteracris rubricauda \| \| \| \| \| \| Leptopteracris rubripes \| \| \| \| |
|                | \| \| Leptopteracris nigra \| \| \| \| \| \| Leptopteracris rubricauda \| \| \| \| \| \| Leptopteracris rubripes \| \| \| \| |
|                | Leptopteracris nigra |
|                | |
|                | Leptopteracris rubricauda |
|                | |
|                | Leptopteracris rubripes |
|                | |